# Finlands Bandyförbund
Finlands Bandyförbund (finska: Suomen Jääpalloliitto), bildades den 18 mars 1972 och anordnar organiserad bandy i Finland. 1907 bildades Finlands Bollförbund, som anordnade både organiserad bandy och fotboll i Finland fram tills det att bandysektionen bröt sig ur 1972. Från 1950-talet hade klubbarna argumenterat för bildandet av ett finländskt bandyförbund. Förbundet har sitt kansli i Helsingfors. Förbundet är medlem av Finlands olympiska kommitté.
Bandyförbundet arrangerar bland annat Bandyligan och Finlands cup.

## Ordförande
- Erik Berner, 1972–1978
- Pentti Seppälä, 1978–1983
- Mauno Forsman, 1983–1987
- Carl Gerhard Fogelberg, 1987–1992
- Michael Sandbacka, 1992–1996
- Risto Suves, 1996–1998
- Juha Hilmola, 1998–2008
- Topiantti Äikäs, 2008–

### Fotnoter
1. ↑  ”Bandyn i Finland”. Finlands Bandyförbund. http://www.finbandy.fi/info2.htm. Läst 18 mars 2020.
2. ↑  ”Jäsenet” (på finska). Finlands olympiska kommitté. https://www.olympiakomitea.fi/olympiakomitea/suomen-olympiakomitea-ry/jasenet/. Läst 13 mars 2020.